# Andrena robusta
Andrena robusta är en biart som beskrevs av Warncke 1975. Andrena robusta ingår i släktet sandbin, och familjen grävbin. Inga underarter finns listade i Catalogue of Life.